# Oblężenie Badajoz
Oblężenie Badajoz – oblężenie, które trwało od 16 marca do 6 kwietnia 1812. Dowodzone przez księcia Wellingtona wojska Wielkiej Brytanii oraz Portugalii obległy i zdobyły hiszpańskie miasto Badajoz, zmuszając francuski garnizon 5 tys. ludzi do poddania się. Bitwa ta była jednym z najkrwawszych starć podczas wojen napoleońskich, określana mianem „drogo okupionej wiktorii” – podczas paru godzin intensywnych walk poległo ponad 3 tys. żołnierzy wojsk sprzymierzonych oraz około 4 tys. hiszpańskich cywilów, w tym kobiet i dzieci, zmasakrowanych przez zdobywców.

## Oblężenie
Po zdobyciu granicznych miast: Almeidy oraz Ciudad Rodrigo wojska anglo-portugalskie ruszyły na Badajoz, celem zabezpieczenia linii komunikacyjnych aż do Lizbony, podstawowej bazy operacyjnej wojsk sprzymierzonych. W Badajoz stacjonował garnizon 5 tys. francuskich żołnierzy pod generałem Armandem Philipponem, znacznie lepiej ufortyfikowany i lepiej przygotowany niż te w Almeidzie czy Ciudad Rodrigo. Badajoz odparło dwa oblężenia, dzięki grubym murom kurtynowym, licznym umocnieniom oraz bastionom. Szykując się na trzecie oblężenie Francuzi dodatkowo wzmocnili fortyfikacje i zalali wodą bądź zaminowali przedmurze.
Licząca 27 tys. ludzi armia sprzymierzonych miała przewagę ponad 5:1 w stosunku do broniących się wojsk Napoleona. Zaraz po przybyciu pod miasto, żołnierze rozpoczęli budowę okopów, rowów oraz nasypów, mających chronić ciężką artylerię; prace były utrudniane przez częste opady deszczu. Francuzi przeprowadzili kilka wypadów, chcąc udaremnić budowę umocnień, jednakże za każdym razem byli odpierani przez brytyjską 95 Brygadę Strzelców, przy jednoczesnym kontrataku piechoty liniowej.
Po przybyciu ciężkich 18- i 24-funtowych haubic, sprzymierzeńcy rozpoczęli intensywne bombardowanie francuskich pozycji obronnych. Jeden z bastionów obronnych został zdobyty przez żołnierzy z 3 Dywizji generała Thomasa Pictona – pozwoliło to na poszerzenie zakresu prac ziemnych, dzięki czemu po niedługim czasie linia okopów i rowów ciągnęła się pod same mury. Do 5 kwietnia udało się stworzyć dwa wyłomy w murze. W obozie oblegających pojawiły się informacje, iż marszałek Nicolas Jean de Dieu Soult ciągnie na pomoc oblężonym; dowództwo sprzymierzonych nie mając innego wyjścia rozkazało rozpoczęcie ataku na 22:00 6 kwietnia.
Francuzi zdawali sobie sprawę z rychło nadchodzącego szturmu, zaminowali zatem oba wyłomy materiałami wybuchowymi.

## Szturm na miasto

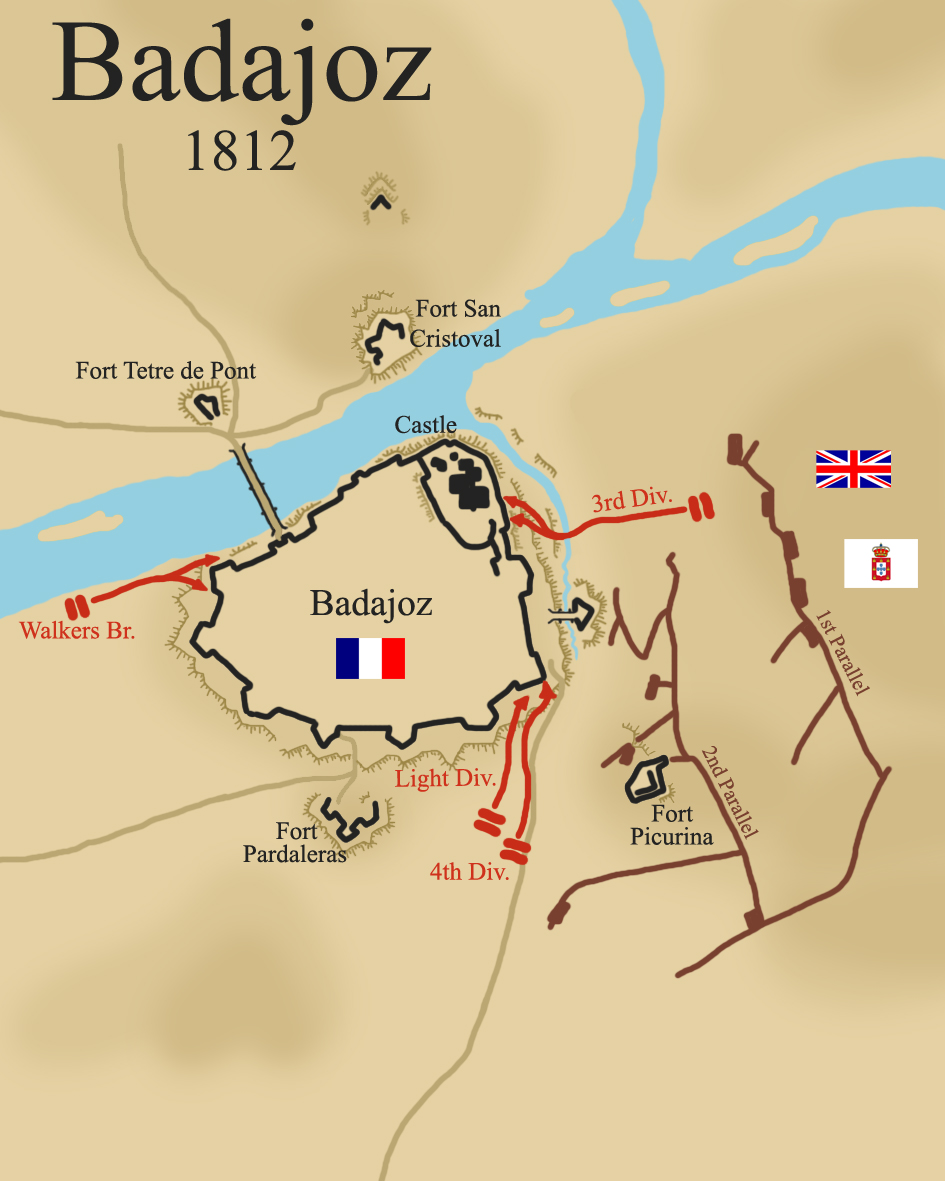
Oblężenie Badajoz

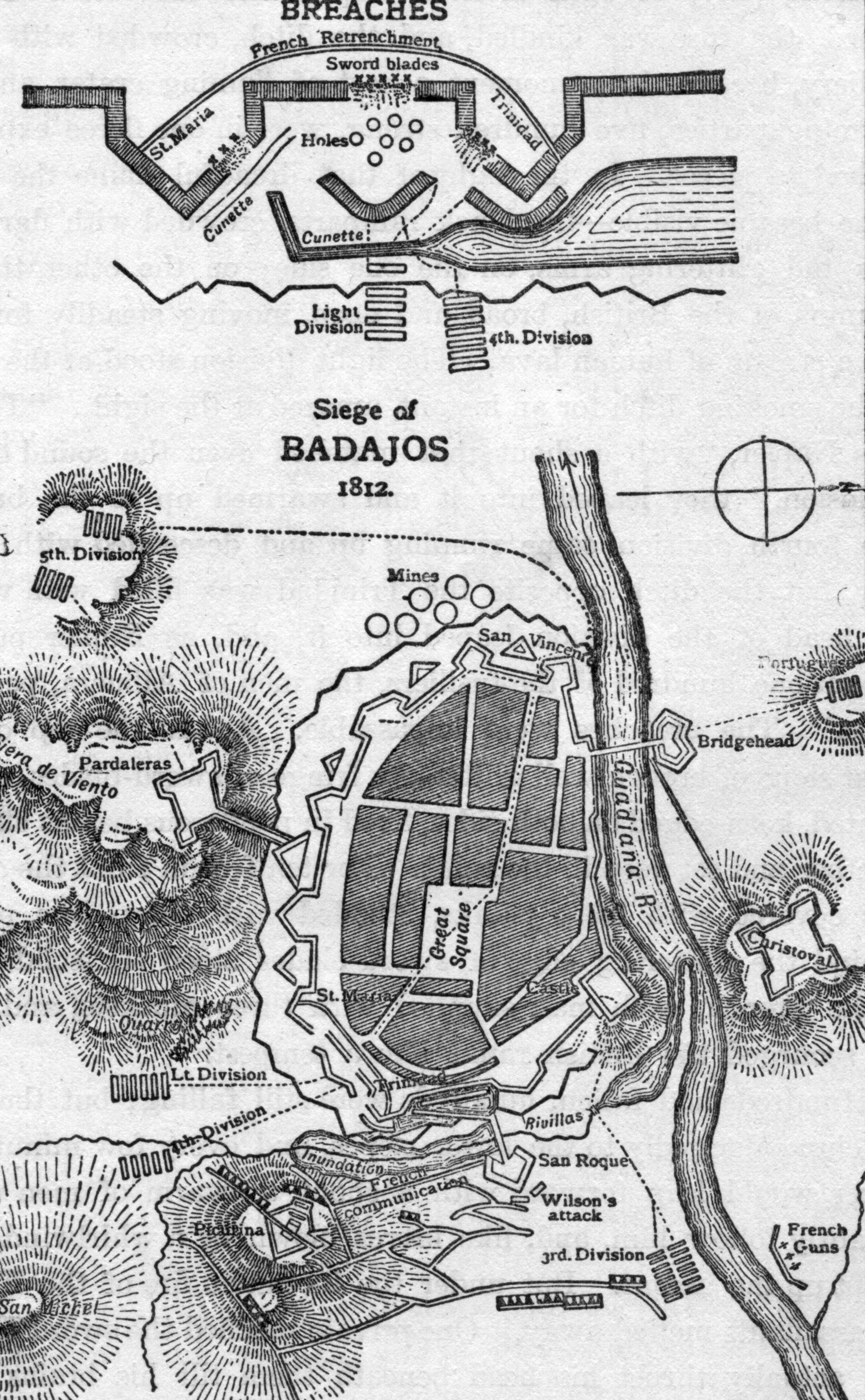
Oblężenie Badajoz

Ze względu na nadciągające siły marszałka Soulta, 6 kwietnia Wellington rozkazał rozpoczęcie ataku o 22:00. Pierwszą formacją, która uderzyła przez wyłom była tzw. „Utracona nadzieja” ang. Forlorn hope; żołnierze ci mieli poprowadzić szturm 4 dyw. oraz Lekkiej Dywizji Crauforda, podczas gdy 5 dyw. i 3 dyw. Pictona dokonywały uderzeń dywersyjnych na północy i wschodzie miasta.
Już przy pierwszym podejściu francuska straż zorientowała się na co się zanosi i podniosła alarm. W ciągu kilkunastu sekund wały zostały obsadzone piechotą, która ostrzelała stojących na dole wyłomu Brytyjczyków i Portugalczyków. Żołnierze sprzymierzeni uderzyli en masse, biegnąc w górę wyłomu, ostrzeliwani z muszkietów, obrzucani granatami, kamieniami oraz płonącymi beczkami z prochem, czy nawet płonącymi belami siana.
Zaciekła obrona Francuzów zdziesiątkowała Brytyjczyków, a w wyłomie zalegało coraz więcej trupów i rannych, przez które szturmujące oddziały musiały się przedzierać. Pomimo to, czerwone kurtki parły naprzód. W ciągu zaledwie 2 godzin zabito bądź raniono ok. 2 tys. ludzi, zaś niezliczeni żołnierze 3 dywizji byli zabijani w ataku dywersyjnym; zraniony został generał Picton, kiedy wspinał się po drabinie na mur. We wszystkich miejscach szturmu żołnierze wojsk sprzymierzonych byli zatrzymywani i odpierani. Generał Wellington był bliski odwołania natarcia, jednakże po kolejnym ataku udało się wreszcie zdobyć przyczółek na murze.
3 dyw. Pictona dotarła na szczyt drabin, łącząc się z żołnierzami 5 dyw., którym również udało się wedrzeć do miasta. Od momentu zdobycia przyczółka, siły brytyjsko-portugalskie miały przewagę liczebną. Widząc, że jego siły nie są w stanie odeprzeć wroga, generał Philippon uszedł z Badajoz do pobliskiego San Cristobal; miasteczko również niebawem się poddało, a wraz z nim francuski generał.

## Rezultat

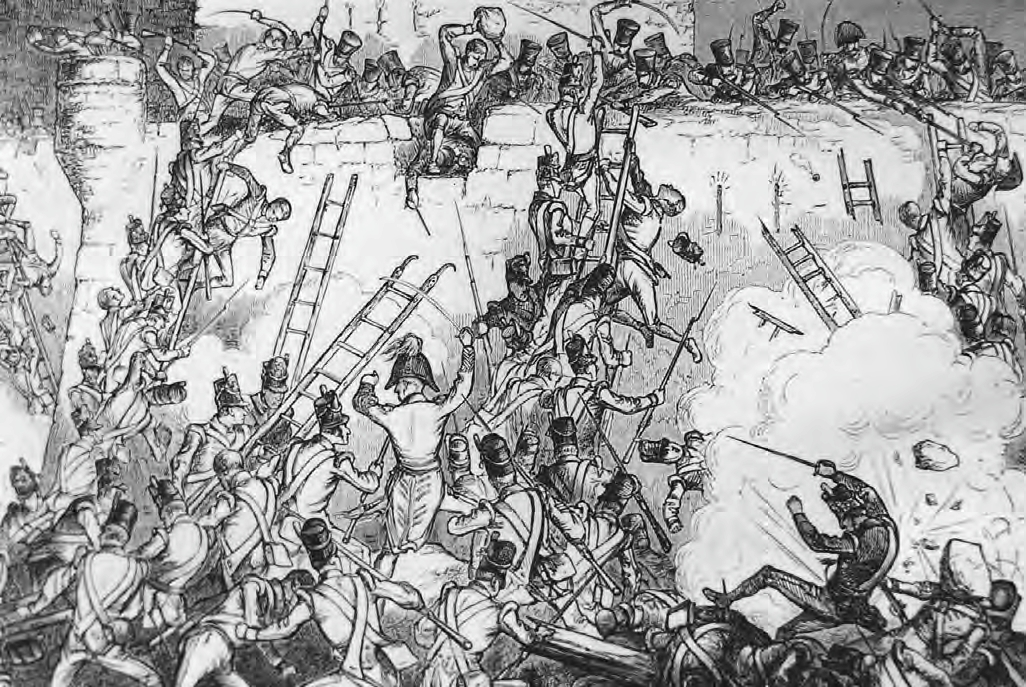
Brytyjskie wojska próbujące wspiąć się na mury okalające Badajoz

Po przełamaniu obrony zapanował chaos i rozpoczęły się masowe rabunki – dopiero po 72 godzinach udało się ponownie wprowadzić ład. Plądrowanie Badajoz zostało przez historyków uznane za jeden z bardziej haniebnych czynów British Army – żołnierze włamywali się do wielu domów, niszczyli lub kradli cudzą własność, hiszpańscy cywile, niezależnie od wieku, byli zabijani i gwałceni; wielu oficerów zostało zabitych, lub ranionych, kiedy próbowali okiełznać swoich ludzi. Kapitan Robert Blakeney pisał później:

Rozjuszeni żołnierze przypominali raczej sforę ogarów piekieł, wyrzyganych z infernalnych regionów na zgubę ludzkości, niż to, czym byli raptem dwanaście godzin wcześniej – dobrze zorganizowaną, dzielną, zdyscyplinowaną i posłuszną armię brytyjską, niecierpliwiącą się jedynie na nadejście chwały.

Pomimo to, niektórzy historycy bronią zachowania żołnierzy, argumentując, iż takie zakończenie było nieuniknione, zważywszy na zapiekłość walk. Ian Fletcher pisze:

Nie zapominajmy, że oddziały brytyjskie były zabijane i okaleczane w czasie szturmów, podczas których żołnierze widzieli jak kamraci i bracia są zarzynani na ich oczach. Czy powinniśmy ich potępiać, za odczuwanie rozgoryczenia i chęć wyrażenia swojego gniewu na kimś? Szturm na fortecę nie jest tym samym, co bitwa, podczas której żołnierze spodziewają się ofiar. Kiedy oddział ma rozkaz szturmu na fortecę, a utworzone zostały wyłomy, ofiary uważane są za niepotrzebne. Biorąc pod uwagę wielkość szturmujących wojsk, nie potępiam ich za uczucie gniewu i chęć zemsty.

Myatt inaczej widzi sytuację:

Należy wziąć pod uwagę prawa wojny, choć nieprecyzyjne, sugerujące w sytuacji utworzenia wyłomów rozważenie możliwości wystosowania propozycji poddania się, na którą Phillipon, mógłby odpowiedzieć, iż wyłomy nie są jeszcze znamieniem zwycięstwa, zwłaszcza że dwie najlepsze brytyjskie dywizje, nie zdołały przełamać obrony, zaś ich udział można mierzyć poprzez pryzmat strat.

Większością ofiar (ponad 4 tys. zabitych) nie byli Francuzi okupujący miasto, a hiszpańscy cywile, których Brytyjczycy mieli wyzwolić. Wielu żołnierzy zostało wychłostanych za karę; wybudowano nawet szubienicę, wszelako nikt nie został powieszony.
O świcie 7 kwietnia, oczom ocalałych ukazał się pełny obraz masakry do jakiej doszło pod murami. Ciała piętrzyły się wysoko, krew lała się strumieniami przez rowy i okopy. Wellington płakał zobaczywszy horror pola bitwy i przeklinał Parlament za przekazanie mu tak małej ilości sprzętu i żołnierzy. Szturm i wcześniejsze potyczki przyniosły siłom sprzymierzonym około 4,8 tys. ofiar. Ta liczba różni się w zależności od historyka 4 924 oraz 4760. Najbardziej ucierpiała Lekka Dywizja, tracąc około 40% stanu.
Oblężenie zakończyło się – Wellington zabezpieczył hiszpańsko-portugalskie pogranicze i mógł skierować się naprzeciwko marszałkowi Marmontowi pod Salamanką.

## W kulturze popularnej i mediach
Fabuła książki Bernarda Cornwella „Sharpe’s Company” oraz jej filmowej adaptacji obraca się wokół wydarzeń w Badajoz. Richard Sharpe oraz garstka jego żołnierzy, zdobywa przyczółek po wielu nieudanych szturmach.
„The Spanish Bride” Georgette'y Heyer jest powieścią historyczną, której otwierającą sceną jest zdobycie Badajoz (zapisanego jako „Badajos”) i opowiada historię Juany Maríi de los Dolores de León Smith oraz majora-brygadiera Harry’ego Smitha.